# Cassie Jaye
Cassie Jaye, właśc. Cassandra Nelson (ur. 1 maja 1986) – amerykańska reżyser i producentka filmowa. Wyreżyserowała m.in. film dokumentalny pt. The Red Pill poruszający temat ruchu praw mężczyzn.

## Życiorys
Cassie Jaye urodziła się w Fort Sill w stanie Oklahoma, w Stanach Zjednoczonych. W wieku osiemnastu lat przeniosła się do Los Angeles, gdzie przez pięć lat była aktorką, a w 2008 roku przeprowadziła się do Hrabstwa Marin w Kalifornii. Jaye nie lubiła stereotypowych ról, w których była obsadzana, a które sama określała jako słodką dziewczynę z naprzeciwka, która zawsze umierała w horrorach. Wraz z kilkoma przypadkami molestowania seksualnego doprowadziło ją to do przyjęcia feministycznego światopoglądu. W 2008 roku założyła firmę produkcyjną Jaye Bird Productions.

## Kariera reżyserka

### Daddy I Do
Jaye wyreżyserowała i wyprodukowała w 2010 roku film dokumentalny pt. Daddy I Do, który bada temat edukacji seksualnej i programy abstynencji seksualnej w Stanach Zjednoczonych. Film zawierał wywiady z założycielką Silver Ring Thing Denny Pattyn, feministyczną pisarką Amandą Marcotte i Douglasem Kirby. Film omówił również osobiste historie kobiet, które stają w obliczu nastoletniej ciąży, samotnego macierzyństwa, aborcji i napaści na tle seksualnym. Magazyn Bust chwalił Jaye za ujawnienie prawdy o programach wyłącznie abstynencyjnych, historie nastolatków, którzy się w nie angażują i ich konsekwencje.

### The Right to Love: An American Family
Jaye w 2012 roku wyreżyserowała i wyprodukowała swój drugi pełnometrażowy film dokumentalny The Right to Love: An American Family. Film jest kroniką rodziny znanej jako Gay Family Values w serwisie internetowym YouTube w następstwie podpisania Propozycji 8 w Kalifornii z 2008 roku.
Premiera filmu miała miejsce w lutym 2012 roku w Castro Theatre w San Francisco w Kalifornii, gdzie gościem był Zach Wahls. Film został pokazany na Frameline Film Festival.

### The Red Pill
Cassie Jaye wyreżyserowała i wyprodukowała w 2016 roku amerykański film dokumentalny The Red Pill o ruchu praw mężczyzn. Jaye spędziła rok na przeprowadzaniu wywiadów z działaczami na rzecz praw mężczyzn, takimi jak Paul Elam, założyciel A Voice for Men; Harry Crouch, prezes Narodowej Koalicji na rzecz Mężczyzn; Warren Farrell, autor The Myth of Male Power i Erin Pizzey, która założyła pierwsze schronisko przeciw aktom przemocy domowej we współczesnym świecie.
Przeprowadziła również wywiady z krytykami tego ruchu, takimi jak dziennikarka feministycznego magazynu Ms. Katherine Spillar i socjologiem Michalem Kimmelem. Jaye początkowo finansowała film z własnych pieniędzy, a także z pieniędzy matki i jej chłopaka, ponieważ miała trudności ze znalezieniem sponsorów z tradycyjnych źródeł po tym, gdy ogłosiła, że film będzie miał zrównoważone podejście do ruchu praw mężczyzn. Według niej, ostatecznością było zorganizowanie kampanii na platformie crowdfundingowej Kickstarter. Kickstarter obiecał sprawować sprawiedliwe i zrównoważone spojrzenie na ruch praw mężczyzn. Jej wysiłek został mocno skrytykowany przez niektóre feministki, w tym Davida Futrelle’a, który prowadzi stronę internetową We Hunted the Mammoth, i zdaniem którego film jest propagandowy. Otrzymała wsparcie od alt-rightowego felietonisty Breitbart News Milo Yiannopoulosa.
David Futrelle oskarżył Jaye również o zabieganie o fundusze od członków ruchu praw mężczyzn, którzy to, jego zdaniem, mieliby się odnosić z sympatią na temat powstającego filmu. Cassie Jaye powiedziała, że sugestia, iż film został sfinansowany przez działaczy praw mężczyzn, jest powszechnym kłamstwem, które wciąż się rozprzestrzenia. Została ona również skrytykowana m.in. przez Alana Scherstuhla z The Village Voice za to, że nie zakwestionowała kontrowersyjnych komentarzy i zachowań takich postaci wśród działaczy praw mężczyzn jak Paul Elam. Jaye broniła filmu jako niezwykle wyważonego i że ludzie występujący w filmie byli słyszani bez wyrwania kontekstu.
Projekcje filmu zostały odwołane w Australii w związku z petycjami, protestami i groźbami skierowanymi pod adresem organizatorów.
W wywiadzie dla australijskiego programu telewizyjnego The Project z 2017 roku, zapytana o niedawne morderstwo Luke’a Andersona przez jego ojca, Jaye podkreśliła, że jest to przykład męskiej ofiary przemocy domowej, a nie przykład męskiego sprawcy. Jaye określiła wywiad jako wrogi i agresywny i początkowo wycofała się z niektórych wywiadów po tym incydencie. Później wznowiła wywiady, ale zrobiła własne nagranie dyskusji, ponieważ stwierdziła, że była nieprawidłowo zrozumiana.
W wywiadzie udzielonym w australijskiej telewizji Weekend Sunrise, Jaye zapytała gospodarzy programu bezpośrednio Czy widziałeś ten film?. Współgospodarze odpowiedzieli, że nie. Po otrzymaniu fali komentarzy krytycznych wobec gospodarzy i wsparcia Jaye, Sunrise usunął film z wywiadem z ich fanpage na Facebooku. Jaye zamieściła wywiad na swojej stronie, gdzie wkrótce potem został on usunięty jako naruszenie praw autorskich. Zapytana o usunięcie z Facebooka rzeczniczka sieci Seven, która produkuje Weekend Sunrise, odmówiła komentarza. Jaye zamieściła również zrzuty ekranu z e-maili, aby udowodnić, że producent Sunrise otrzymał kopię filmu miesiąc przed wywiadem i mnóstwo czasu dla gospodarzy, aby go obejrzeć. Miało to obalić twierdzenie gospodarzy, że nie otrzymali oni kopii filmu.
Pod koniec filmu Jaye stwierdziła, że nie identyfikuje się już jako feministka, mówiąc, że teraz uważa, iż feminizm nie jest drogą do równości płci. Choć nie nazywa już siebie feministką, twierdzi, że wciąż jest i zawsze będzie orędowniczką praw kobiet, z tym, że teraz dopuszcza mężczyzn do dyskusji.

## Nagrody
- 2010, „Best Documentary” – Daddy I Do Action On Film International Film Festival[31]
- 2010, „Best Documentary” – Daddy I Do, Idyllwild International Festival of Cinema[32]
- 2010, „Best Docu-Drama” – Daddy I Do, Bare Bones International Film Festival[potrzebny przypis]
- 2012, „Best Social Commentary Award”, The Right to Love: An American Family, Action On Film International Film Festival[33]
- 2012, „Grand Jury Award” – The Right to Love: An American Family, Bare Bones International Film Festival[potrzebny przypis]
- 2017, „Best Documentary Feature” – The Red Pill, Louisiana International Film Festival[34]
- 2017, „Best of Festival”, „Excellence In Producing A Documentary”, and „Excellence In Directing Documentary” – The Red Pill, Idyllwild International Festival of Cinema[35]
- 2017, „Women In Film” – The Red Pill, Digital Hollywood DigiFest Film Festival[36]

## Życie osobiste
Cassie Jaye jest zaręczona z Evanem Daviesem, operatorem zdjęć do filmu The Red Pill.